# Herbert Pansi

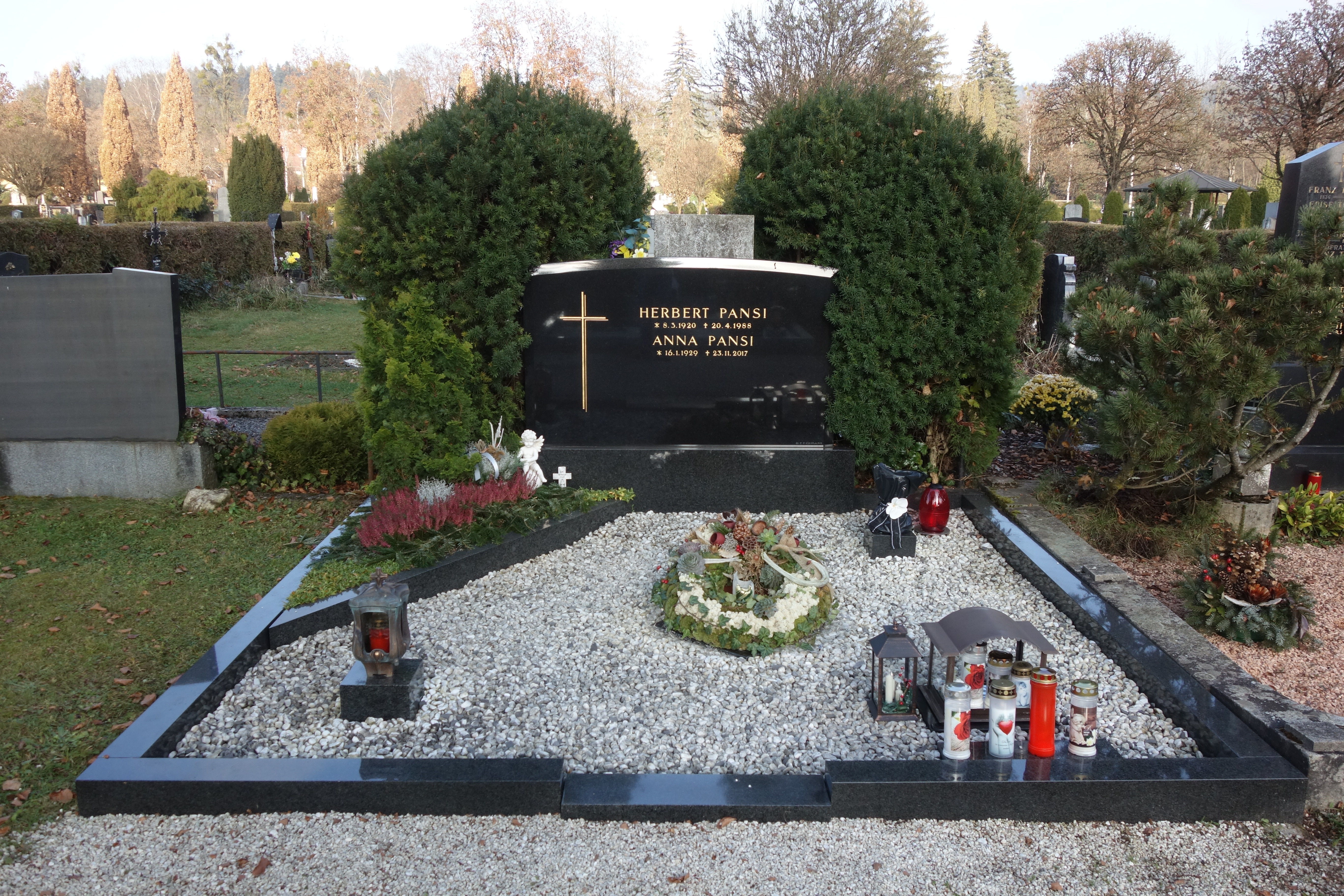
Grabstein von Herbert Pansi am Zentralfriedhof Annabichl in Klagenfurt

Herbert Pansi (* 8. März 1920 in St. Vinzenz, Gemeinde Lavamünd in Kärnten; † 20. April 1988 in Klagenfurt) war ein österreichischer Politiker (SPÖ).

## Leben
Herbert Pansi erlernte den Beruf des Forstarbeiters. Von 1955 bis 1971 war er Präsident der Landarbeiterkammer für Kärnten, ab 1961 Vorsitzender der Gewerkschaft der Arbeiter in der Land- und Forstwirtschaft.
Pansi war Abgeordneter zum Kärntner Landtag (1956–1963) und Mitglied des Bundesrates (1963–1964).
Von 1964 bis 1979 war er Abgeordneter zum Nationalrat, 1979 auch Dritter Präsident des Nationalrates.